# Texicali
Texicali es un EP de la banda estadounidense de blues rock y hard rock ZZ Top, publicado en 2012 por American Recordings a través de ITunes y otros medios de descargas digitales. Contiene cuatro canciones que más tarde serían parte del listado de La Futura, convirtiéndose así en su primer trabajo de estudio desde Mescalero de 2003.
Tras su lanzamiento ingresó en las lista estadounidenses Billboard 200 en el puesto 106 y en los Top Hard Rock Albums y Top Rock Albums en las posiciones 7 y 40 respectivamente.

## Lista de canciones
| N.º | Título              | Duración |  |
| 1.  | «I Gotsta Get Paid» | 4:03     |  |
| 2.  | «Chartreuse»        | 3:07     |  |
| 3.  | «Consumption»       | 3:48     |  |
| 4.  | «Over You»          | 4:29     |  |